# 아자미노역
아자미노역(일본어: あざみ野駅、あざみのえき)은 일본 가나가와현 요코하마시 아오바구 있는 도쿄 급행 전철과 요코하마 시 교통국의 역이다.

## 이용 가능 철도 노선
도큐의 덴엔토시 선과 요코하마 시영 지하철 블루 라인이 지나는 환승역이다. 다만, "블루 라인"은 영업 상의 노선 호칭으로 정식 노선명은 본 역부터 간나이역까지 "3호선"이다.
- 도쿄 급행 전철
  -  덴엔토시 선 - 역 번호 "DT16"
- 요코하마 시 교통국(요코하마 시영 지하철)
  -  블루 라인(3호선) - 역 번호 "B32"

## 역사
- 1975년 12월: 착공.
- 1977년 5월 25일: 도쿄 급행 전철 영업 개시.
- 1993년 3월 18일: 요코하마 지하철 신요코하마 ~ 당역간 개통으로 영업 개시, 환승역이 됨.
- 2002년 3월 28일: 도쿄 급행 전철 덴엔토시 선의 급행 정차역이 됨.
- 2006년: 니시구치 로터리 개량 공사 시행 및 완성.
  - 3월 말: 교차로 개량(횡단 보도의 위치 변경, 보행자 횡단 전용 시간 설정) 공사 완성.
  - 7월 말: 일반 차 택시와 버스의 각 전용 레인 완성.
  - 8월: 역 동서를 잇는 도로에 우회전 차선 설치.
- 2008년 7월 말: 니시구치 역 광장 상옥 확장 완성.
- 2012년 5월 말: docomo Wi-Fi로, 무선 LAN서비스 개시.
- 2015년 7월 18일: 요코하마 시영 지하철의 다이아 개정에 의하여 운행을 시작한 쾌속 정차역으로 설정됨.

## 역 구조

### 도쿄 급행 전철
상대식 승강장 2면 2선의 고가역이다. 개찰구는 1층에 있고 승강장은 2층에 있다.
비상용 설비로서 회차 설비(건늠선)를 에다 역 방향에 갖고(2003년 7월 신설)이 보통 열차는 사용되지 않는다. 주로 아자미노 ~ 나가쓰타 역 구간 사고 등이 발생했을 때 사용되고 있다. 또, 이전 임시로 설정된 당역 시발 열차는 에다 역의 대피선으로 유치한다.
덴엔토시 선 급행 운전 개시 당초는 통과역이었지만 요코하마 시영 지하철의 환승역이 되어 승하차 인원의 증가를 고려한 시민 및 요코하마 시의 강한 요청도 있어, 2002년 3월 28일의 다이어 개정 시 급행 정차역이 되었다.
역장소재역이다. 아자미노 관내로 당역 ~ 다나 역 구간을 관리하고 있다.

#### 승강장
| 번호 | 노선        | 방향 | 행선                                                                |
| ---- | ----------- | ---- | ------------------------------------------------------------------- |
| 1    | 덴엔토시 선 | 하행 | 나가쓰타・주오린칸 방면                                             |
| 2    | 덴엔토시 선 | 상행 | 후타코타마가와・시부야・ 한조몬 선 오시아게・ 도부 선 가스카베 방면 |

### 요코하마 시영 지하철
섬식 승강장 1면 2선의 지하역이다. 개찰구는 지하 1층에 있고 승강장은 지하 3층에 있다.
2007년 4월 7일부터 스크린도어 사용을 시작했다.
역장소재역이다. 아자미노 지역의 역으로 당역 ~ 나카마치다이 역 구간을 관리하고 있다.

#### 승강장
| 번호 | 노선      | 행선                                                            |
| ---- | --------- | --------------------------------------------------------------- |
| 1・2 | 블루 라인 | 신요코하마・요코하마・간나이・가미오오카・도쓰카・쇼난다이 방면 |

- 상기의 노선명은 여객 안내 상의 명칭에 기재되고 있다.

## 역 주변
- 도메이 고속도로 버스, 오다큐하코네 고속 버스 외 도메이 에다 버스 정류장 - 약 900m.
- 아자미노 도큐 스토어 - 건물은 도쿄 급행 전철 소유.
- 요코하마 은행 아자미노 지점
- 요코하마 신용 금고 아자미노 지점
- 아오바 경찰서 아자미노 역전 파출소
- 요코하마 아자미노 우체국
- 아자미노 역내 우체국
- 미즈호 은행 아자미노 지점
- 다이코쿠 협회
- 카리타스 여자 단기 대학
- 미쓰이스미토모 은행 아자미노 지점
- 신이시카와나카무라 공원
- 무코이네 공원
- 요코하마 시 야마우치 지구 센터
- 요코하마 시립 아자미노 중학교
- 요코하마 시립 아자미노 제일 초등학교

## 사진

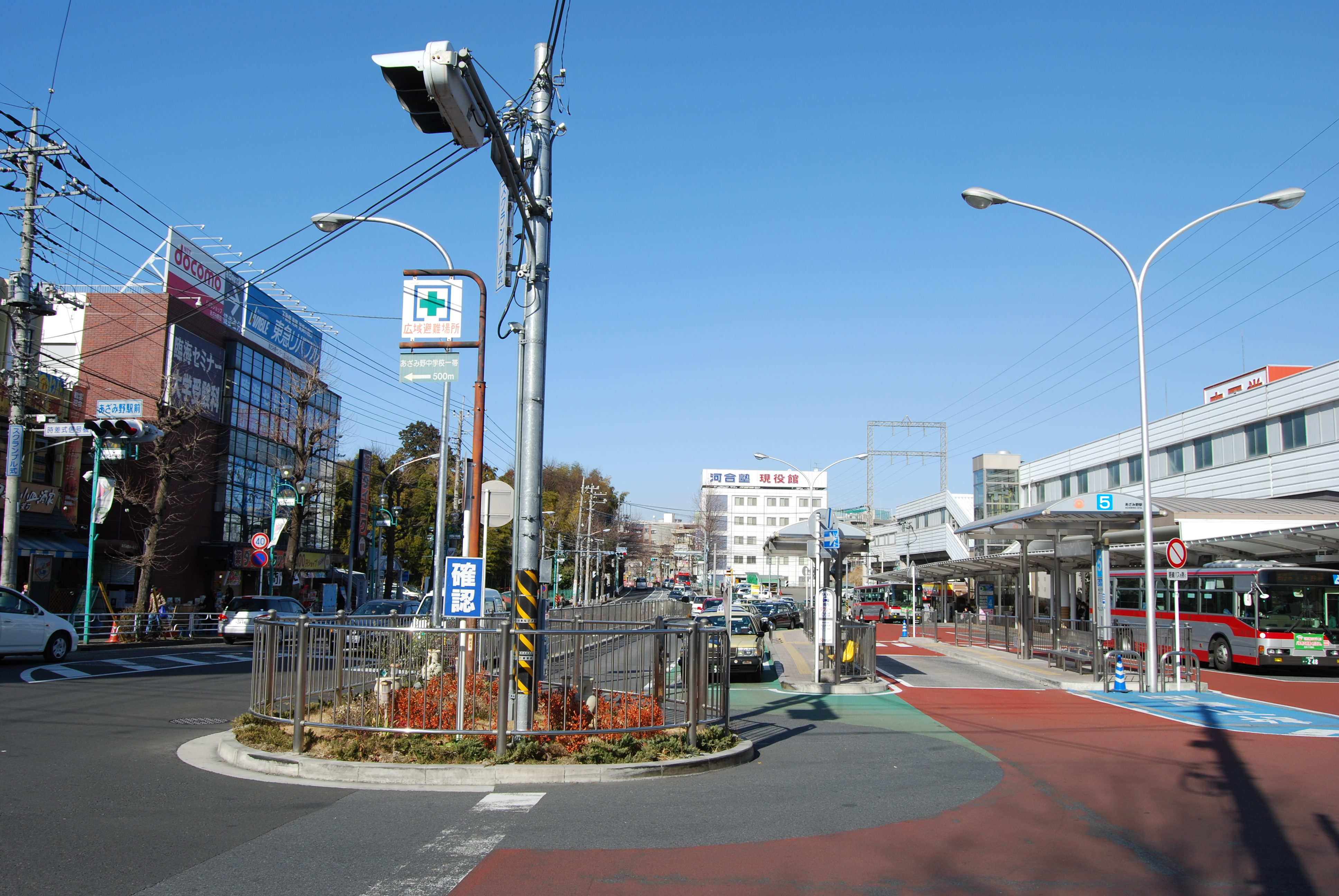
역전 광장
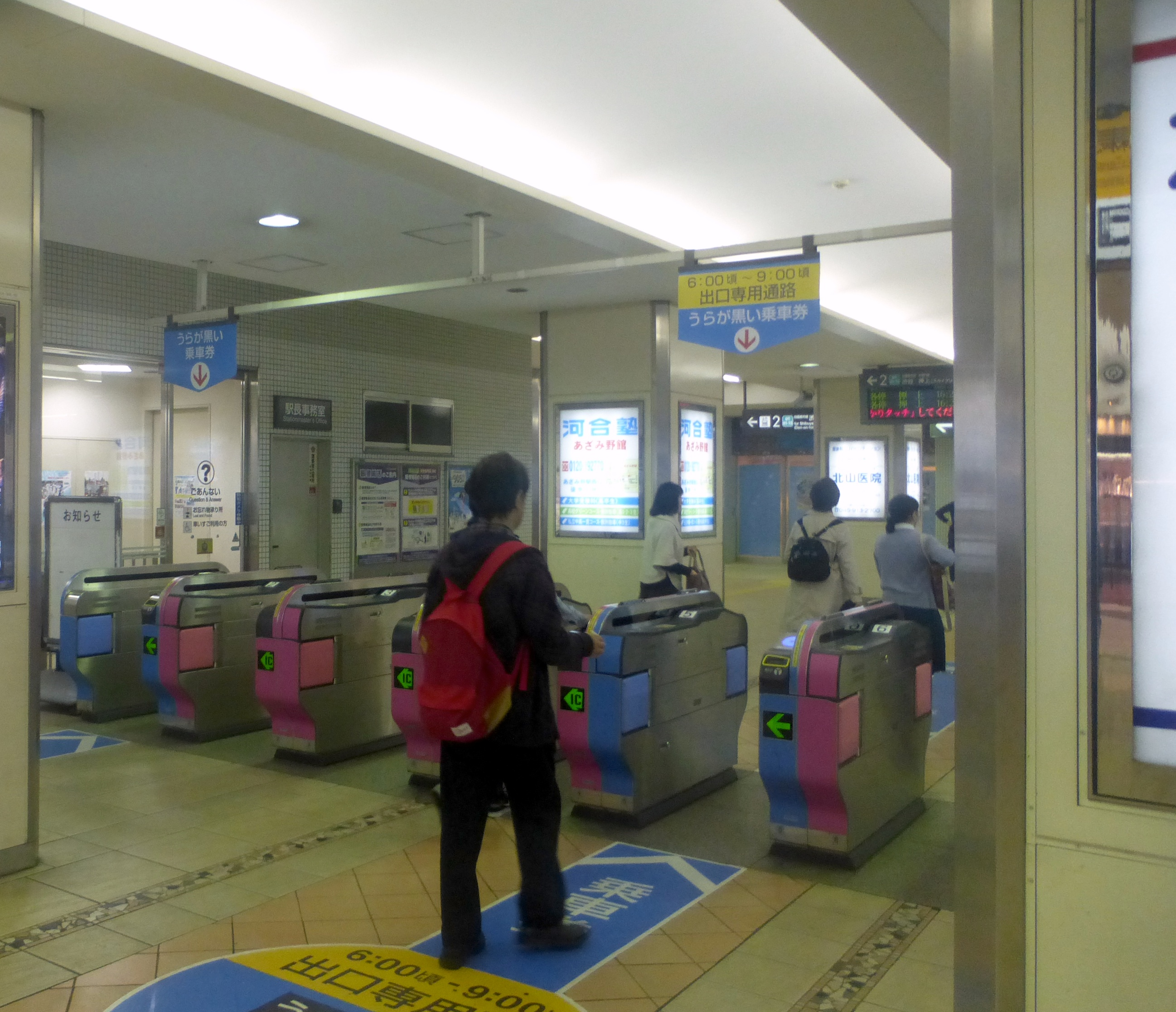
덴엔토시 선 개찰구
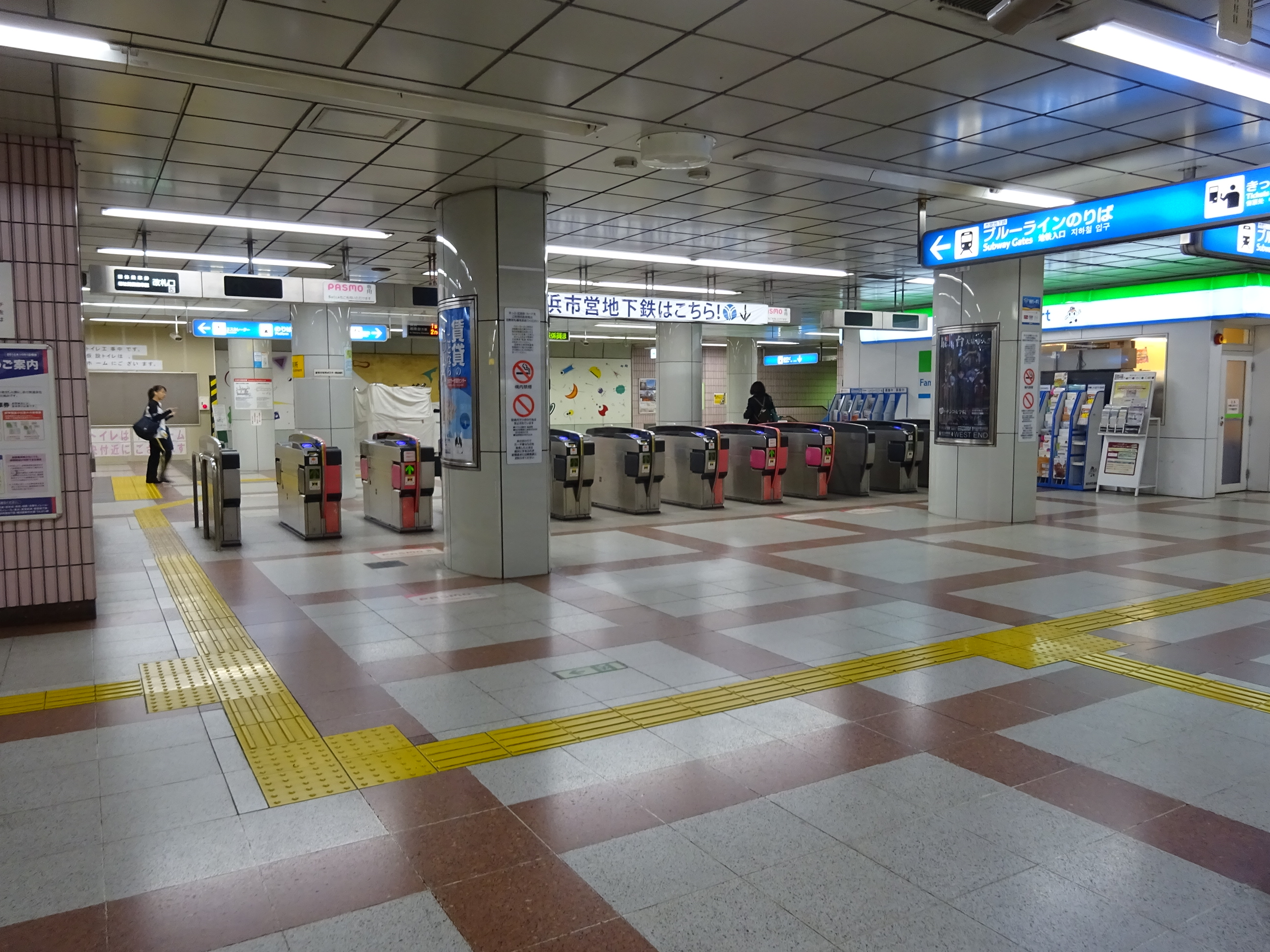
요코하마 지하철 개찰구
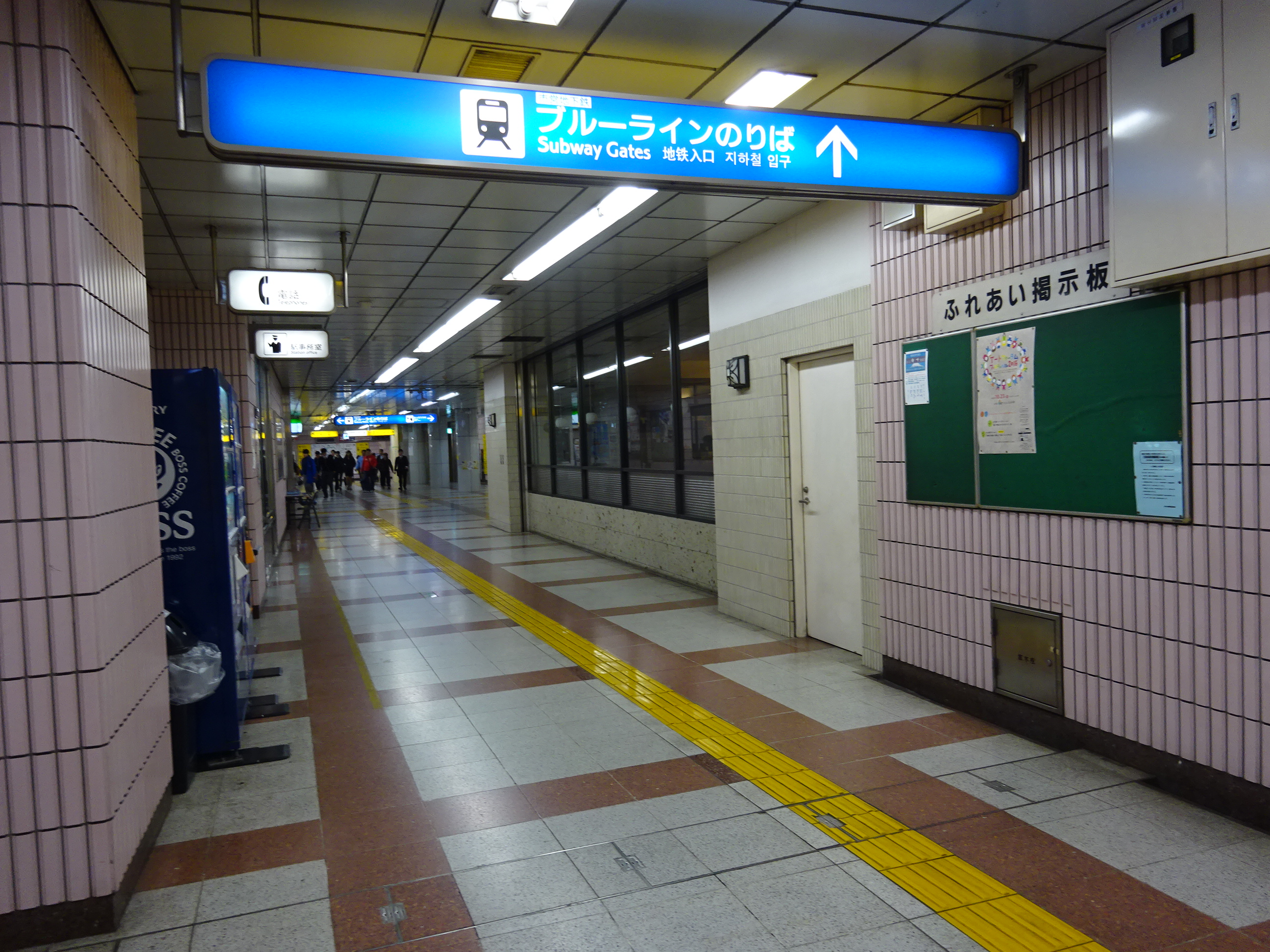
요코하마 지하철 대합실

## 인접역
| 도쿄 급행 전철 덴엔토시 선   | 도쿄 급행 전철 덴엔토시 선 | 도쿄 급행 전철 덴엔토시 선    |
| ---------------------------- | -------------------------- | ----------------------------- |
| DT15 다마 플라자 시부야 방면 | ■ 급행 ■ 준급              | 아오바다이 DT20 주오린칸 방면 |
| DT15 다마 플라자 시부야 방면 | ■ 각역정차                 | 에다 DT17 주오린칸 방면       |

| 요코하마 시 교통국 지하철 블루 라인 | 요코하마 시 교통국 지하철 블루 라인 | 요코하마 시 교통국 지하철 블루 라인 |
| ----------------------------------- | ----------------------------------- | ----------------------------------- |
| B31 나카가와 쇼난다이 방면          | ■ 쾌속 ■ 보통                       | 시·종착역                           |